# Мескирх
Мескирх (нем. Meßkirch, алем. нем. Mässkirch) — город в Германии, в земле Баден-Вюртемберг.
Подчинён административному округу Тюбинген. Входит в состав района Зигмаринген. Население составляет 8291 человек (на 31 декабря 2010 года). Занимает площадь 76,22 км². Официальный код — 08 4 37 078.
Город подразделяется на 10 городских районов.
Мескирх был резиденцией графов фон Циммерн, известных благодаря Хронике графа Фробена Кристофа. Другие известные жители города — Абрахам а Санта-Клара (родился в расположенном неподалёку Кренайнштеттене), композитор Конрадин Крейцер, архиепископ Конрад Грёбер, писатель и обладатель премии Георга Бюхнера Арнольд Штадлер и философ Мартин Хайдеггер.

## Фотографии

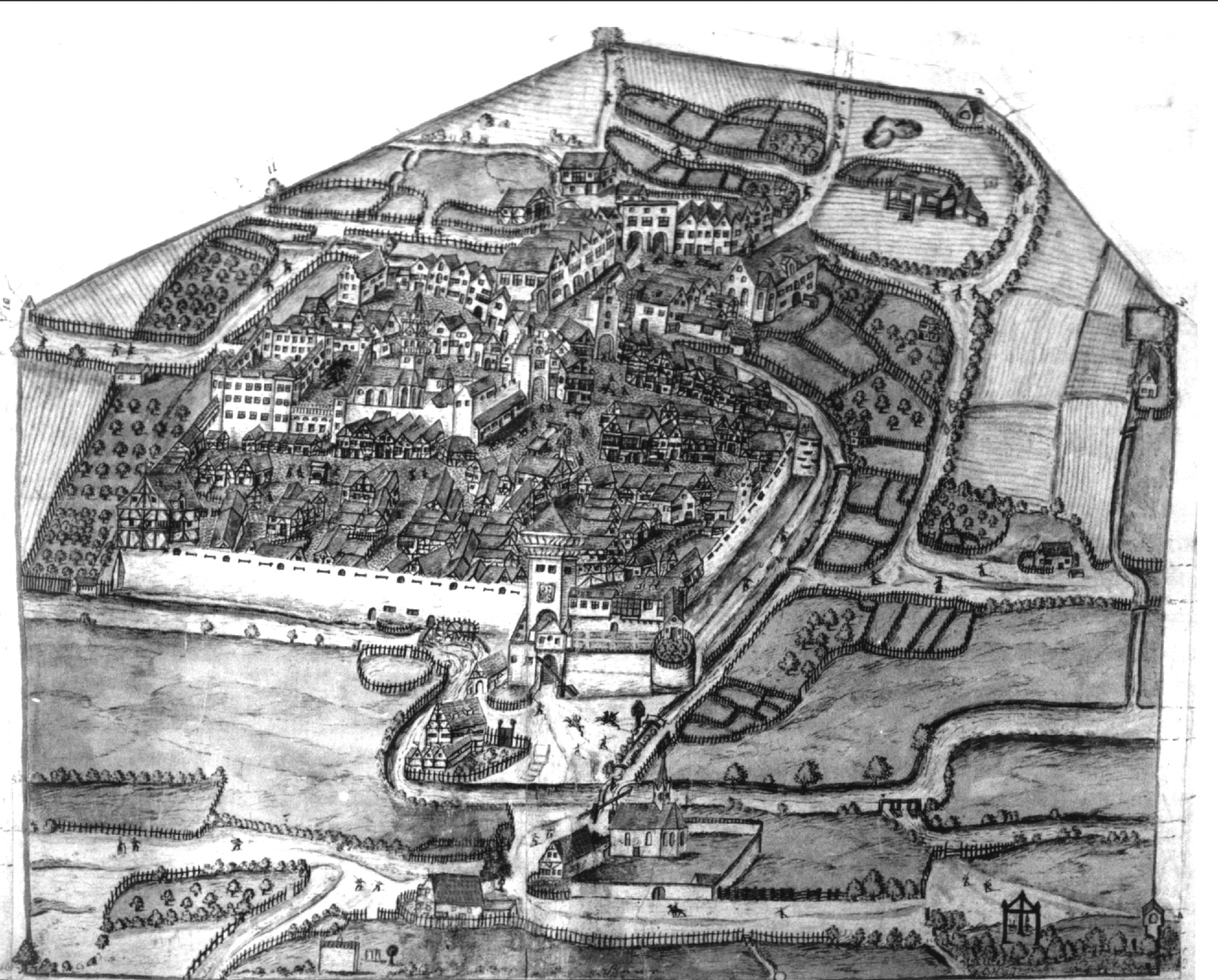
Мескирх в 1575 г. Изображение из Хроники графов фон Циммерн (т. 4, стр. 40)
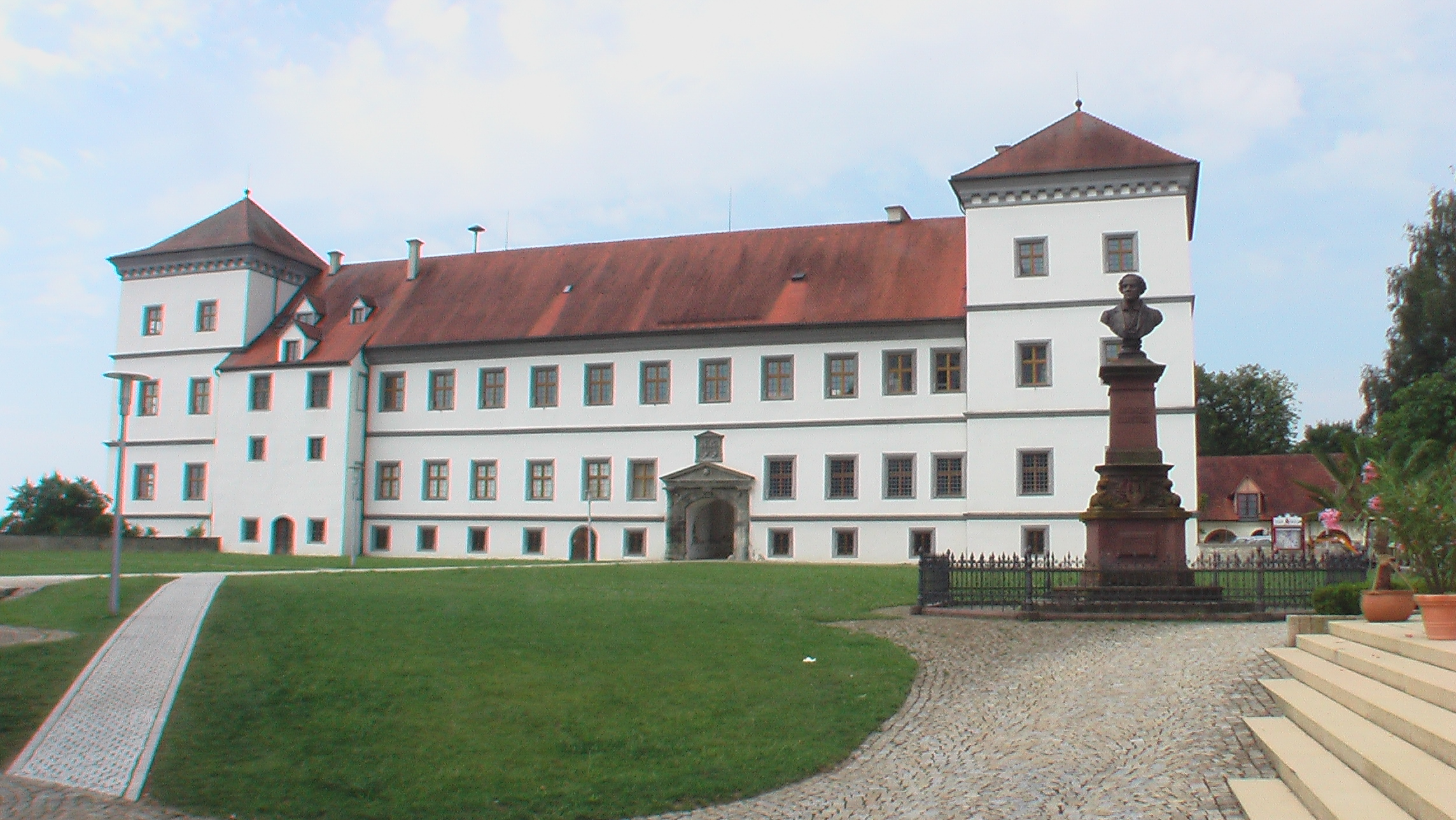
Замок Мескирх
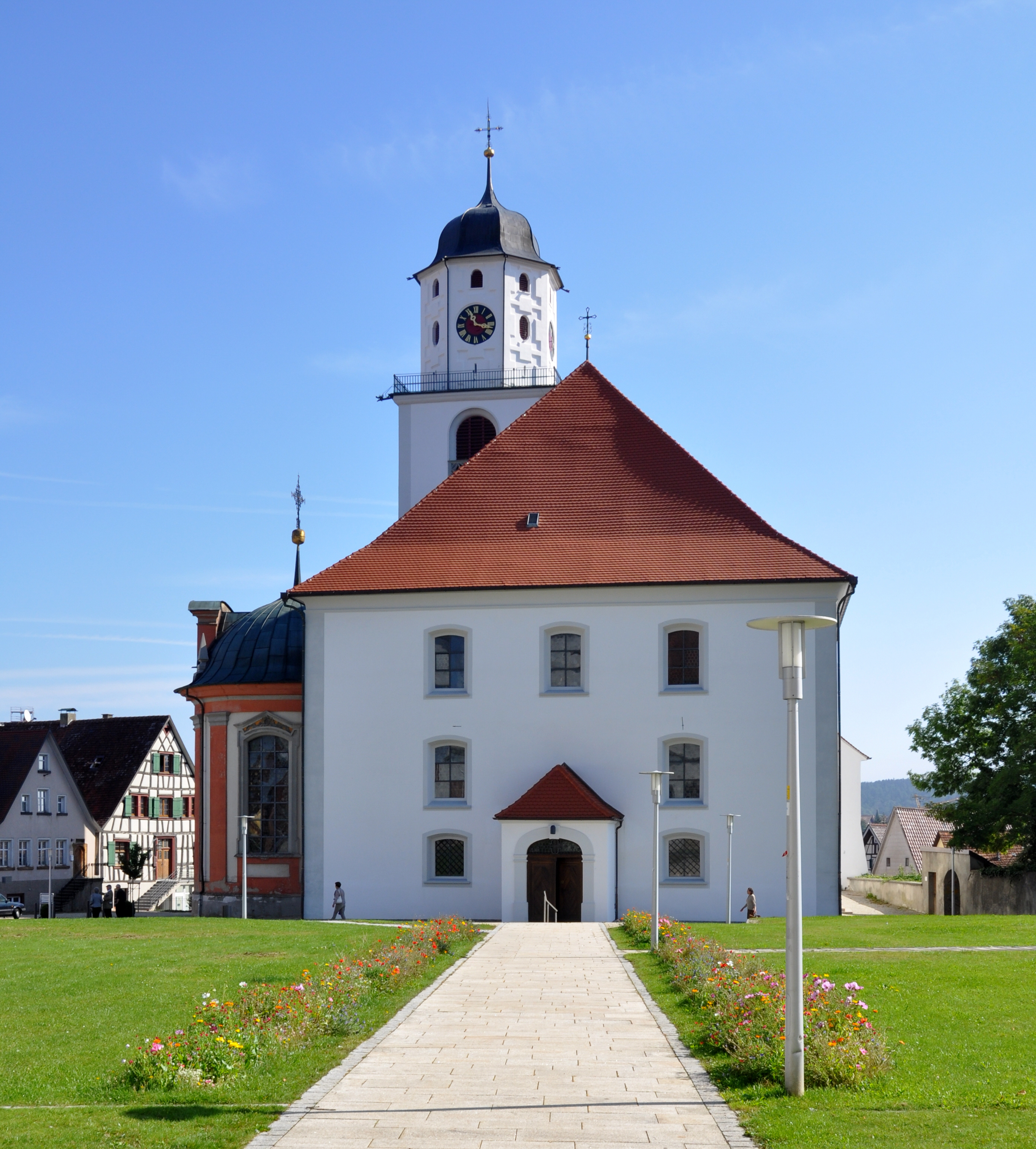
Приходская церковь св. Мартина
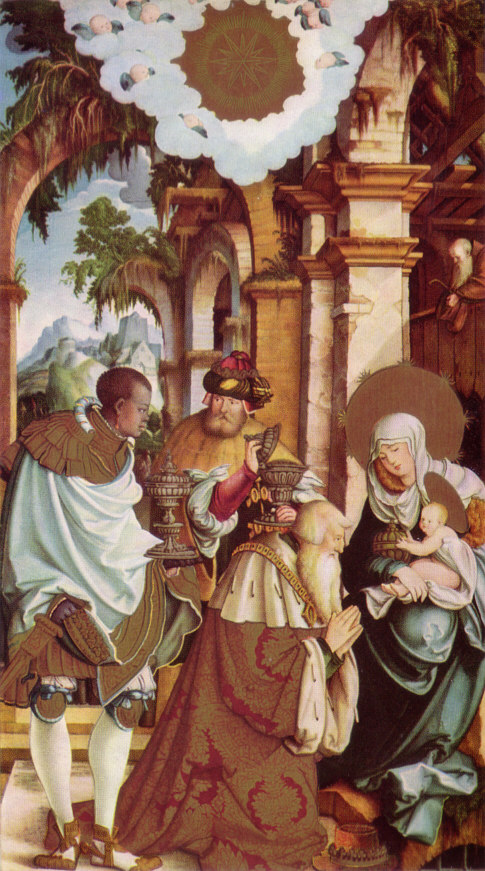
Изображение трёх святых волхвов кисти Мастера из Мескирха
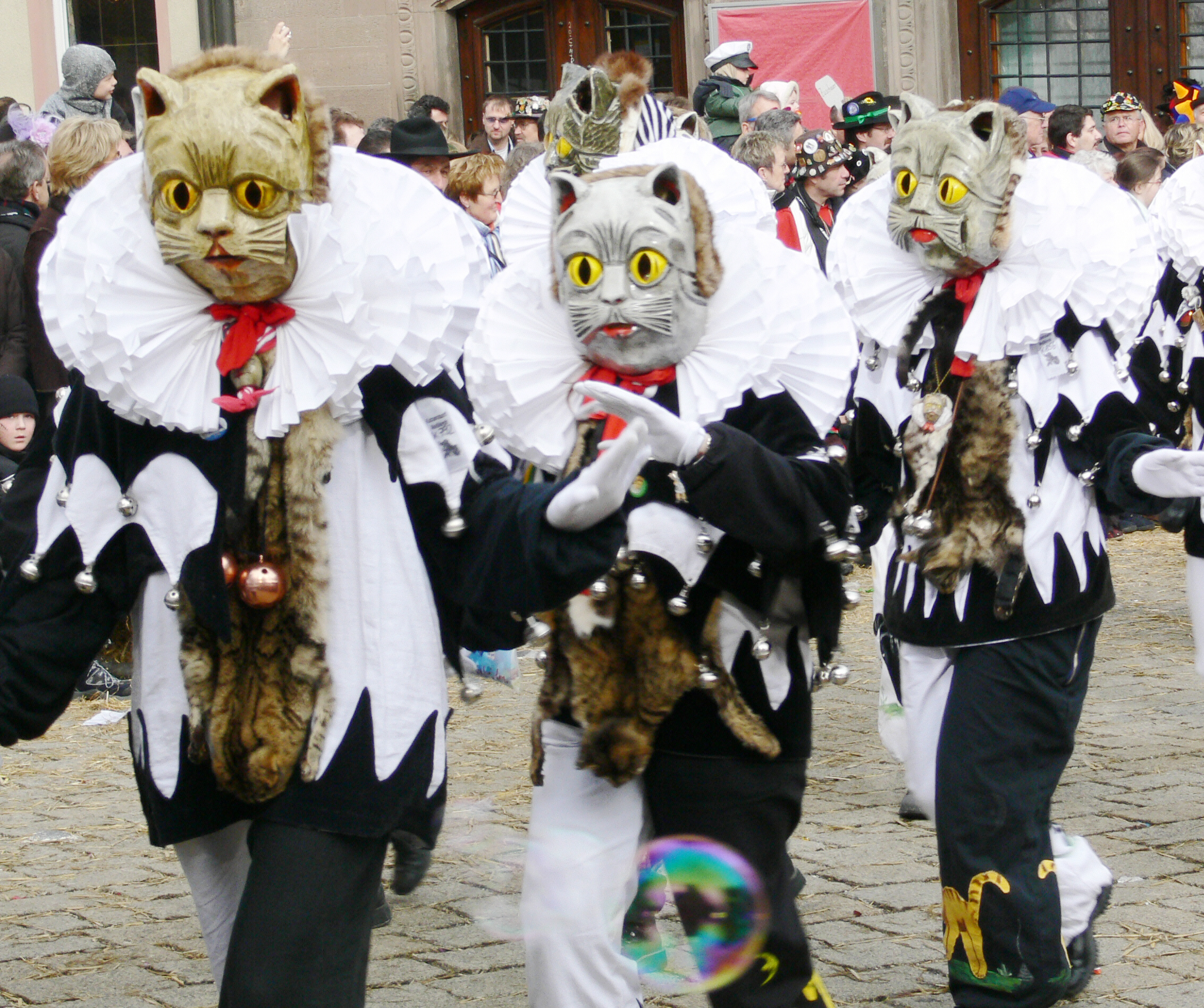
Маски фастнахта
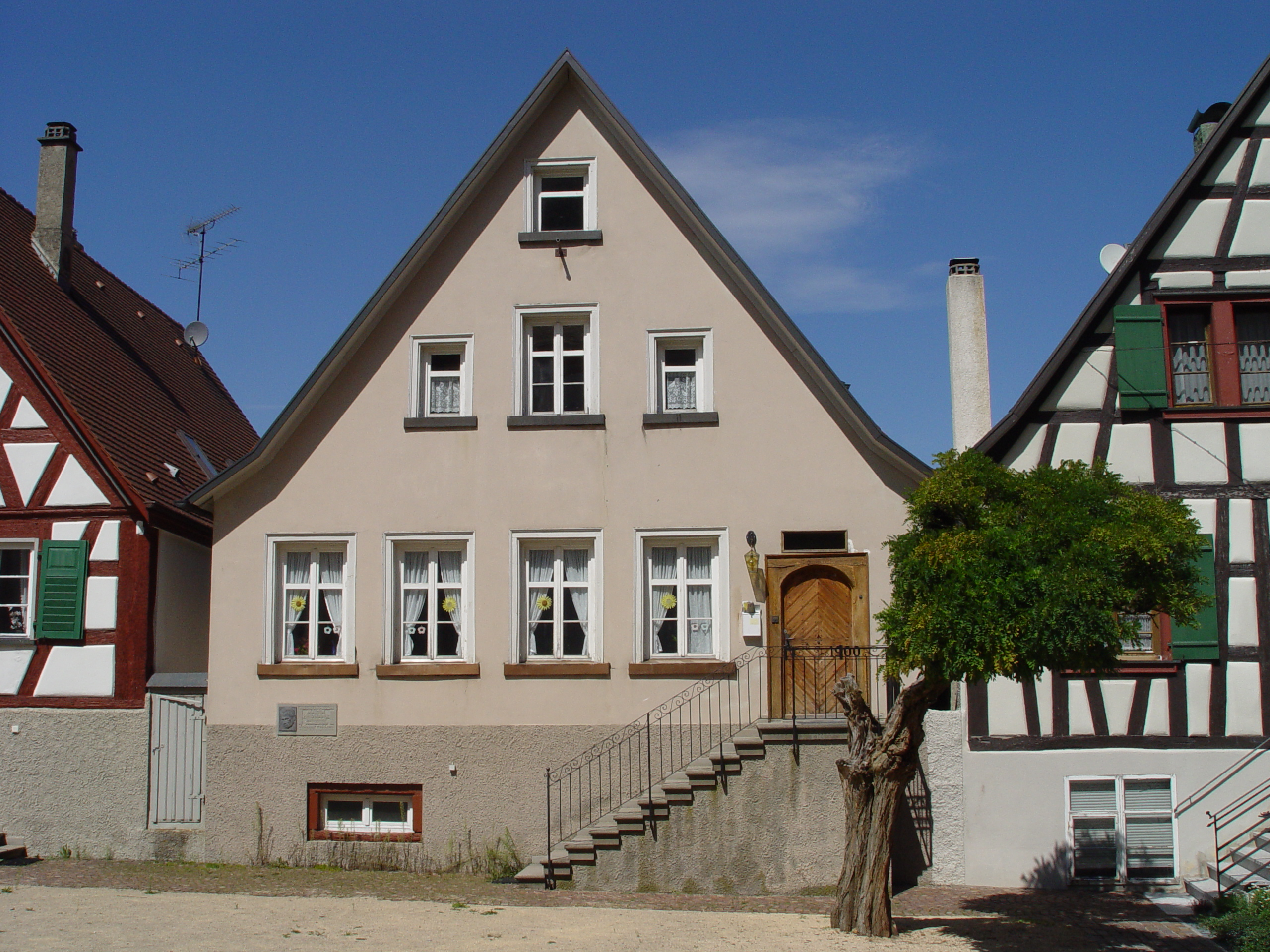
Дом, в котором родился Хайдеггер
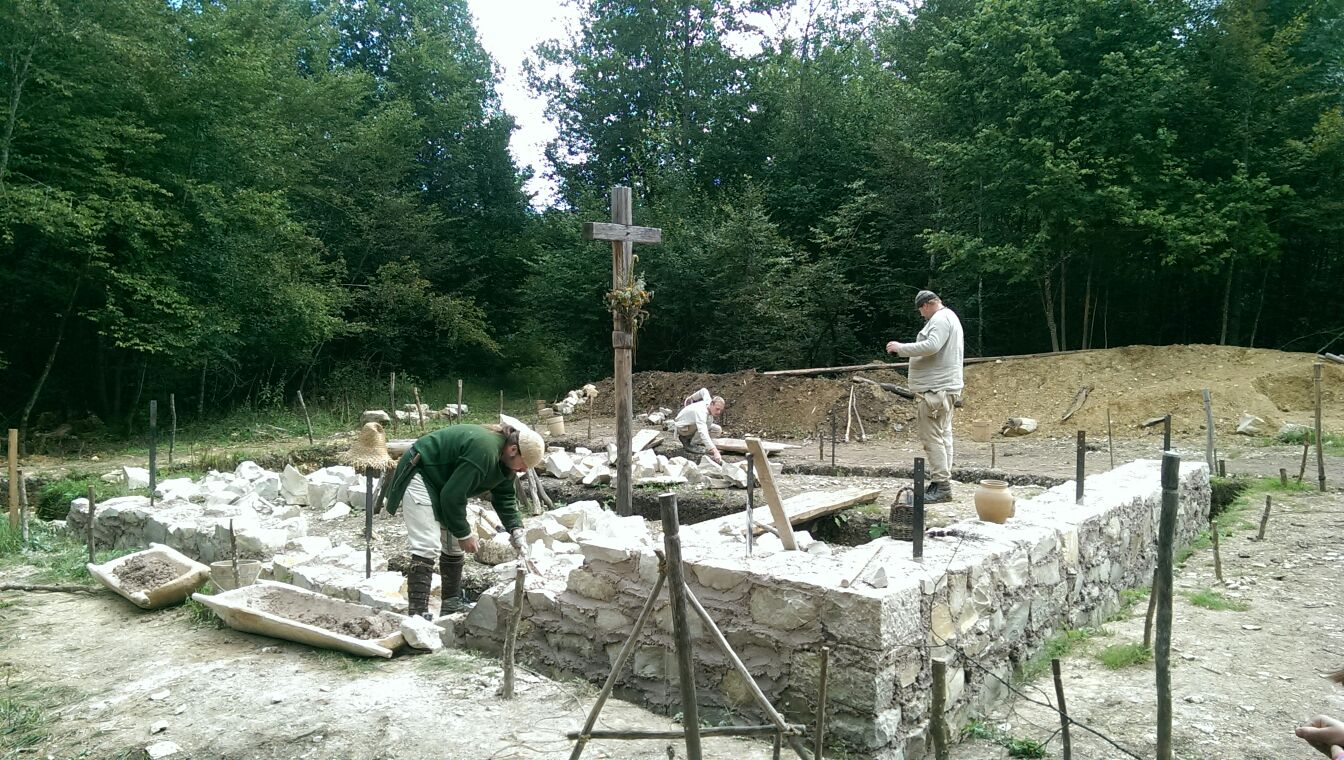
Campus Galli 2014 (en)